# Manu del Moral
Manu del Moral, mer känd som Manu, född 25 februari 1984 i Jaén, Spanien, är en spansk fotbollsspelare. Manu spelar som anfallare alternativt yttermittfältare i Eibar, på lån från Sevilla i spanska ligan.
Säsongen 2013/2014 var Manu utlånad tillsammans med Miroslav Stevanovic och Alberto Botía (samtliga från Sevilla) till nykomlingen Elche.